# Sterisch getal

Zwaveltetrafluoride heeft een sterisch getal van 5: 1 vrij elektronenpaar + 4 bindingspartners

Het sterisch getal van een molecule is de som van het aantal bindingpartners en het aantal vrije elektronenparen van het centrale atoom. Dit getal varieert van 2 tot 6. Onderstaande tabel geeft een overzicht van sterische getallen van enkele verbindingen:
| Sterisch getal | Voorbeeld                     |
| -------------- | ----------------------------- |
| 2              | Be in BeCl2 C in HCN C in CO2 |
| 3              | B in BF3 S in SO3             |
| 4              | C in CH4 N in NH3             |
| 5              | P in PCl5                     |
| 6              | S in SF6                      |

De vrije elektronenparen zitten dichter bij de kern dan de bindingselektronen. Ze zullen er dus voor zorgen dat de bindingen naar elkaar toegedrukt worden. Hoe meer vrije elektronenparen, hoe kleiner de bindingshoeken worden.
Je kan ook een kleine bewerking toepassen om het sterisch getal te berekenen. Je pakt het aantal atomen waarmee het hoofdatoom zich verbindt en je doet dat plus (de hoeveelheid elektronen dat het hoofdatoom heeft min (het aantal gebonden atomen maal de hoeveelheid elektronen die het nodig heeft)) gedeeld door 2.